# Luis Bello Trompeta
Luis Bello Trompeta (Alba de Tormes, 6 de desembre de 1872 - Madrid, 6 de novembre de 1935) va ser un escriptor, periodista i pedagog espanyol.

## Biografia
Exercí com a advocat en el bufet de José Canalejas, va començar la seva vocació periodística en 1897 a El Heraldo de Madrid redactant extractes de les sessions del Congrés. Va passar després a El Imparcial i després va ser redactor d'España. Signà la protesta per la concessió del premi Nobel de literatura a José Echegaray. Va fundar després La Crítica i va marxar a París com a corresponsal. Allí va escriure el seu primer llibre, El tributo a París.
A la seva tornada reprèn les col·laboracions a El Imparcial, que els seus Lunes de El Imparcial s'encarrega de dirigir, i escriu en El Mundo i El Radical. Funda la revista Europa i dirigeix El Liberal de Bilbao, passant finalment a les files d'El Sol, on va realitzar l'obra per la qual fou principalment conegut: una campanya en pro de l'escola nacional. Durant alguns anys va viatjar arreu d'Espanya visitant tot tipus d'escoles i conversant amb mestres, alumnes, autoritats i homes de poble; els seus articles, resultat d'aquestes visites, van despertar l'admiració i l'interès de les gents per millorar l'ensenyament. Va recopilar després tots aquests articles en tres volums.
El 23 de març de 1928, Luis Araquistáin va demanar des de les pàgines d'El Sol un homenatge nacional per a l'autor i es va reunir en una col·lecta amb més de 100.000 pessetes que es van invertir a comprar-li una casa a l'escriptor. Membre d'Acció Republicana, en proclamar-se la Segona República va ser elegit diputat per a les Corts Constituents per la circumscripció de Madrid per la Conjunció Republicano-Socialista i va formar part de la comissió que va redactar el text constitucional. Presidi també la Comissió de l'Estatut per a Catalunya. Durant el bienni esquerrà va dirigir el diari republicà Luz i va seguir col·laborant a El Sol.
A les eleccions generals espanyoles de 1933 fou elegit diputat per la província de Lleida Després dels fets del sis d'octubre de 1934, va ser empresonat al costat de Manuel Azaña a Barcelona; ja en llibertat va fundar el setmanari Política convertit més endavant en diari, òrgan oficiós d'Izquierda Republicana. Va morir poc després a Madrid. Va traduir algunes obres de Gustave Flaubert al castellà.

## Obres
- El tributo a París
- Ensayos e imaginaciones sobre Madrid (1919)
- Una mina en la Puerta del Sol
- El corazón de Jesús.
- Viaje por las escuelas de España, (1926-1929), amb pròleg d'Azorín titulat "Un misionero".
- Viaje a italia y otros viajes
- En el país de la calderilla